# Aalten

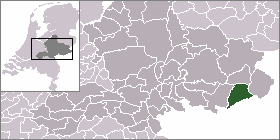
Localização de Aalten nos Países Baixos

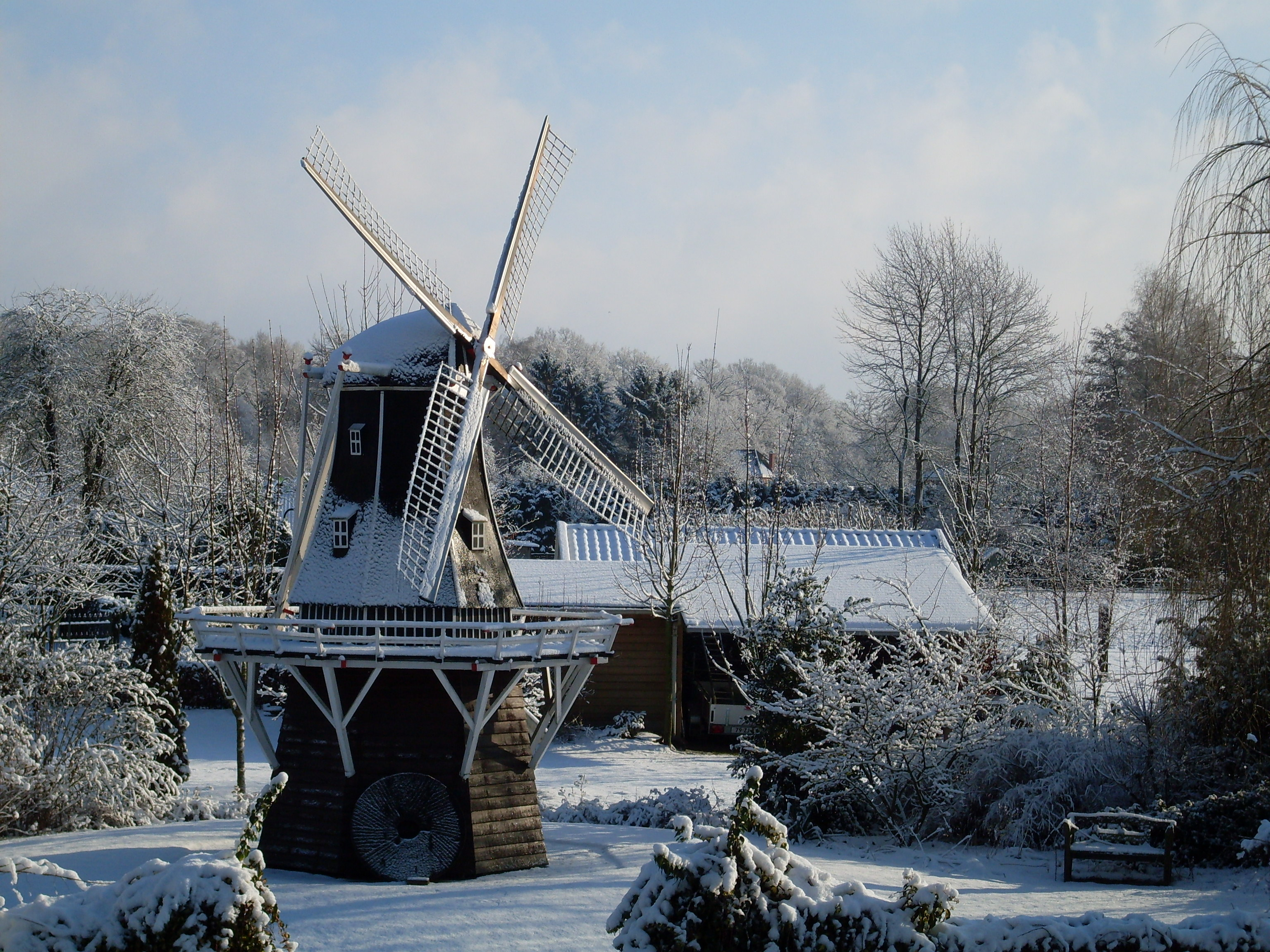
Moinho de vento no município de Aalten na província de Guéldria após uma nevasca.

Aalten é um município dos Países Baixos. Em 1 de janeiro de 2022, tinha uma população de 27 100 habitantes.